# 拉哈站
拉哈站是位于黑龙江省讷河市拉哈镇的一个铁路车站，有富西铁路经过，距离富裕站48公里。车站隶属哈尔滨铁路局齐齐哈尔车务段，是三等站，现办理客货运业务。车站作为齐克铁路宁年—拉哈支线上的车站于1930年6月开工，同年11月15日建成营业。1932年12月1日本站至讷河区间建成营业。2022年车站对车站站房进行大修。